# Laurent Arbo
Pour les articles homonymes, voir Arbo.
Pas d'image ? Cliquez ici

a Compétitions nationales et continentales officielles uniquement.

Laurent Arbo, né le 23 février 1973 à Béziers, est un ancien joueur de rugby à XV, qui a notamment évolué avec l'USA Perpignan et le Montpellier HRC au poste de trois-quarts aile.
Avec la Section paloise, il remporte le Challenge européen en 2000. De 2006 à 2018, Laurent Arbo a détenu le record du plus grand nombre d'essais marqués dans le championnat de France de rugby à XV avec un total de cent. Le 5 mai 2018, Vincent Clerc dépasse ce record en marquant son 101e essai avec le Rugby club toulonnais. Le premier n’a pourtant jamais été sélectionné en équipe de France.
Après sa carrière, il devient préparateur physique auprès du CA Lannemezan, du XV de France, du SU Agen, du Castres olympique, de l'USA Perpignan puis du Montpellier Hérault rugby.

## Biographie
De 2006 à 2018, Laurent Arbo a détenu le record du plus grand nombre d'essais marqués dans le Championnat de France de rugby à XV (depuis le passage à l'ère professionnelle) avec un total de cent. Son centième essai dans l'élite fut inscrit le 17 novembre 2006 à Montpellier face au Stade français. Le 5 mai 2018, Vincent Clerc dépasse ce record en marquant son 101e essai avec le Rugby club toulonnais. Il a également disputé quarante matches en compétitions européennes : huit en Coupe d'Europe de rugby à XV et 32 en Challenge européen.
Après sa carrière de joueur, il devient préparateur physique du CA Lannemezan. En 2011, il intègre le staff de Marc Lièvremont, qui recherche un troisième préparateur physique pour le XV de France. 
Il devient ensuite préparateur physique adjoint de Jean-Luc Arnaud au Sporting union Agen Lot-et-Garonne avant de rejoindre le Castres olympique en 2013. En 2016, il quitte le CO et reste éloigné du rugby professionnel pour s'occuper de sa société Iteps (Institut toulousain d'expertise physique et santé) lancée avec deux associés.
En 2017, il rejoint l'USA Perpignan avec un ambitieux projet de préparation physique : accompagner l'USAP par une équipe de trois préparateurs physiques, chacun spécialisé dans un domaine. En l'occurrence, Ange-François Costella en poste dans le staff médical de l'Olympique Lyonnais (nutrition, réathlétisation), Marc Millau (travail de course) et donc lui-même, spécialisé dans la musculation et l'analyse des données GPS.
En 2020, il est nommé directeur de la performance du Montpellier Hérault rugby. Il y exerce une seule saison avant de revenir au SU Agen. Il quitte le club à l'automne après le limogeage du manager Régis Sonnes. En 2022, il rejoint le Stade montois rugby.

## Palmarès

### En club
- Co-Champion de France Juniors Reichel : 1992 avec l'USA Perpignan
- Vainqueur du Challenge Yves du Manoir : 1994 avec l'USA Perpignan
- Vainqueur du Challenge européen : 2000 avec la Section paloise
- Vainqueur du Bouclier européen : 2003 avec le Castres olympique et 2004 avec le Montpellier HR
- Finaliste de la Coupe d'Europe : 1998 avec le CA Brive

### En sélection nationale
- International France XV (A)
- International France 7
- Membre des Barbarians français XV
- Membre des Barbarians français 7